# Institut for Naturfagenes Didaktik
Institut for Naturfagenes Didaktik er et institut under Det Natur- og Biovidenskabelige Fakultet på Københavns Universitet.
Instituttets forskningsområde er naturvidenskabernes didaktik, videnskabsteori, digital uddannelse og universitetspædagogik, og instituttet underviser i fagdidaktik, videnskabsteori og formidling på fakultetets uddannelser.
Instituttet blev dannet den 1. februar 2007 som en videreføring af Center for Naturfagenes Didaktik (CND), der blev oprettet i marts 2001.